# Uracis turrialba
Uracis turrialba is een libellensoort uit de familie van de korenbouten (Libellulidae), onderorde echte libellen (Anisoptera).
De wetenschappelijke naam Uracis turrialba is voor het eerst geldig gepubliceerd in 1919 door Ris.